# Bruno Alexandre Franco
Bruno Alexandre Franco (Araraquara, 10 aprile 1998) è un calciatore brasiliano, difensore dell'Araz.

## Carriera

### Club
Il 4 gennaio 2023 viene acquistato a titolo definitivo dalla squadra bulgara della Lokomotiv Sofia.

## Statistiche

### Presenze e reti nei club
Statistiche aggiornate al 14 maggio 2025.
| Stagione               | Squadra                | Campionato             | Campionato | Campionato | Coppe nazionali | Coppe nazionali | Coppe nazionali | Coppe continentali | Coppe continentali | Coppe continentali | Altre coppe | Altre coppe | Altre coppe | Totale | Totale |
| Stagione               | Squadra                | Comp                   | Pres       | Reti       | Comp            | Pres            | Reti            | Comp               | Pres               | Reti               | Comp        | Pres        | Reti        | Pres   | Reti   |
| ---------------------- | ---------------------- | ---------------------- | ---------- | ---------- | --------------- | --------------- | --------------- | ------------------ | ------------------ | ------------------ | ----------- | ----------- | ----------- | ------ | ------ |
| 2022-gen. 2023         | Spartak Pleven         | VL                     | 6          | 0          | CB              | 1               | 0               | -                  | -                  | -                  | -           | -           | -           | 7      | 0      |
| gen.-giu. 2023         | Lokomotiv Sofia        | PL                     | 16         | 0          | CB              | 1               | 0               | -                  | -                  | -                  | -           | -           | -           | 17     | 0      |
| 2023-2024              | Lokomotiv Sofia        | PL                     | 34         | 0          | CB              | 2               | 0               | -                  | -                  | -                  | -           | -           | -           | 36     | 0      |
| 2024-2025              | Lokomotiv Sofia        | PL                     | 31         | 0          | CB              | 2               | 0               | -                  | -                  | -                  | -           | -           | -           | 33     | 0      |
| Totale Lokomotiv Sofia | Totale Lokomotiv Sofia | Totale Lokomotiv Sofia | 81         | 0          |                 | 5               | 0               |                    | -                  | -                  |             | -           | -           | 86     | 0      |
| Totale carriera        | Totale carriera        | Totale carriera        | 87         | 0          |                 | 6               | 0               |                    | -                  | -                  |             | -           | -           | 93     | 0      |